# Spekkoek
Spekkoek (scritto Spekuk in Indonesiano) o più popolarmente chiamata (Kue) Lapis legit in Indonesia è una torta a strati tipica della cucina olandese. Ebbe origine durante il periodo coloniale nelle Indie Orientali Olandesi, forse un adattamento di una ricetta olandese agli ingredienti locali. La torta sarebbe quindi una versione Indische (termine per indicare gli olandesi che hanno vissuto per anni in Indonesia durante il periodo coloniale) della Baumkuchen e contiene spezie come cannella, chiodi di garofano, macis ed anice.
In Indonesia è un dolce molto popolare conosciuto come Lapis legit, che letteralmente significa torta (molto) ricca: infatti, un dolce di centimetri 20 × 20 può contenere sino a 30 tuorli d'uovo, 500 grammi di burro e 400 di zucchero.
Il nome di questo dolce deriva dalla sua struttura: strati sottilissimi (fino a diciotto), sovrapposti l'uno sull'altro. Questo rende la preparazione dello Spekkoek un processo molto intenso ed elaborato. Il prodotto finale è quindi piuttosto costoso (circa 20 euro al chilogrammo nel 2010). In Indonesia, uno Spekkoek di centimetri 20 × 20 può costare sino a 400.000 rupie.
In Indonesia, lo Spekkoek viene preparato durante le celebrazioni per il Capodanno cinese, Eid ul-Fitr e il Natale. È anche servito o dato in regalo in molte festività locali e, a volte, in compleanni e matrimoni. Nei Paesi Bassi è un tipico dessert abbinato al rijsttafel.
N.B.: in realtà, Spekkoek e Kue lapis sono differenti. Il Kue lapis è fatto ugualmente a strati, ma con farina di riso ed è cotto a vapore; mangiandolo, dà una sensazione più appiccicosa.
Il kue lapis rientra fra i kue, tipici biscotti e paste che vengono prodotti in Indonesia.